# Le Ham (Manica)
Le Ham è un comune francese di 345 abitanti situato nel dipartimento della Manica nella regione della Normandia.

## Società

### Evoluzione demografica
Abitanti censiti